# 姜家駅
姜家駅（きょうかえき）とは、中華人民共和国黒竜江省綏化市肇東市姜家鎮に位置する浜洲線の駅。

## 歴史
- 1900年　開業。

## 隣の駅
中華人民共和国鉄道部
浜洲線
里木店駅 - 姜家駅 - 肇東駅
座標: 北緯46度00分30秒 東経126度05分37秒 / 北緯46.008462度 東経126.093613度